# Herine igre
Herine igre bile su starogrčki festival u kojem su se mlade djevojke natjecale u trčanju. Herine igre su se održavale svakih četiri godina u Olimpiji i vjerojatno su se održavale u isto vrijeme kao i Olimpijske igre.
O Herinim igrama malo je poznato. Većina današnjega znanja o Herinim igrama dolazi iz Pauzanijevoga djela Vodič po Grčki. Datum početka ovoga festivala je nepoznat. Pauzanija tvrdi da su igre stare, arhaične (starogrčki: αρχαια). Postoje dokazi o djelovanju kulta u Olimpiji iz 10. stoljeća pr. Kr., no najranija kultska djelovanja pronađenih na nalazištu se vežu oko Zeusa; Herin kult u Olimpiji sigurno je postojao oko 600. pr. Kr. kada je sagrađen prvi Herin hram. Nije poznato je su li trkačke utrke bile originalno svojstvo festivala ili su kasnije dodane. Jedna priča u Pauzanijevome djelu asocira šesnaest žena odgovorne za festival sa sukobom između Elide i Pise zbog smrti pisanskoga tiranina Damofona koja se dogodila oko 580. pr. Kr. Ako je festival do tada bio utemeljen, moguće je da se u to vrijeme dogodila reorganizacija festivala, kao i kod drugih starogrčkih festivala u Arhajskome razdoblju.
Jedini događaj na Herinim igrama bio je stadion koji je bio za jednu šestinu kraći od muškoga stadiona. Samo su mlade neudane žene sudjelovale u igrama. Natjecateljice su se utrkivale u trima različitima dobnima skupinama, no nepoznato je koliko su stare natjecateljice bile. Natjecateljice su nosile distinktivnu odoru koja se sastojala od kratkoga hitona koji je bio odrezan iznad koljena koji je otkrivao desnu grud i rame. Kosa natjecateljica bila je puštena. Takva odora možda potječe od egzomisa, inačica hitona koju su nosile radnice asocirane s Hefestom.
Dobitnice su nagrađene s maslinovim vijencom i porcijom teletine koja je žrtvovana Heri. Dobitnicama je dozvoljeno da posvete kipove sa svojim imenima Heri, no niti jedan od takvih kipova nije očuvan.
Herinim festivalom predsjedalo je šesnaest žena koje su bile zadužene za izvođenje igara, tkanje peplosa za Heru i priređivanje zborovskih plesova za Hipodamiju i Fusoku. Pauzonija daje dvije priče o ovim šesnaest ženama. Prema prvoj priči Herine igre osnovala je Hipodamija te su prve igre održane za slavlje njene udaje za Pelopa. Hipodamija je odabrala šesnaest žena za natjecanje. Prema drugoj priči Eliđani su odabrali jednu staru mudru ženu iz svakoga od šesnaest politisa u Elidi kako bi riješili spor između Elide i Pise. Te žene su također bile zadužene za održavanje Herinih igara.
Herine igre možda su bile pubertetski  ili predbračni obredi. Matthew Dillon tvrdi da Herine igre najvjerojatnije nisu imale veze s udajom zbog tri različitih dobnih skupina. No, utrke su asocirane s mitološkom udajom. Druge starogrčke utrke između djevojaka, poput jedne održane u Sparti u čast Dionizu koju je Pauzanija također opisao, izgledaju da su bile asocirane s predbračnima inicijacijama.